# Arapsko-izraelski rat 1948.
Arapsko-izraelski rat 1948., znan i kao Izraelski rat za neovisnost (hebrejski מלחמת העצמאות or מלחמת הקוממיות‎, Milhemet HaAtzma'ut; arapski حرب 1948, rat iz 1948.) je bio prvi u nizu ratova između Izraela i arapskih država u sklopu Bliskoistočnog sukoba. Za Izraelce, rat označava uspostavu hebrejske države Izrael, dok za palestinske Arape označava početak pojma „al Nakba“ („Katastrofa“) zbog egzodusa stotina tisuća palestinskih izbjeglica iz Izraela te njihove zabrane povratka, ali i želje za osnutkom palestinske države.
Sve je počelo 1947. kada su Ujedinjeni narodi usvojili rezoluciju 181 kojom bi se palestinski mandat razdvojio na arapsku i izraelsku državu, ali koji su odbile arapske države. Nakon Holokausta, porasli su zahtjevi za osnutkom hebrejske države kojom bi se omogućila domovina za židovsku naciju. Razni Židovi su smatrali da je za to najpogodnija tadašnja Palestina, kolijevka hebrejske nacije. Deseci tisuća židovskih imigranata s godinama se doseljavalo u to područje, no Arapi nisu blagonaklono gledali na došljake i htjeli su da Palestina postane arapska država.
David Ben-Gurion proglasio je Izrael neovisnom državom 14. svibnja 1948. pa je usljedilo priznanje SAD-a i Sovjetskog Saveza, no arapske države su proglasile rat: vojska iz Sirije, Iraka, Saudijske Arabije, Transjordana, Egipta i Libanona ušla je na teritorij britanskog mandata Palestine i napala novoosnovani Izrael. Ipak, Izrael je odbio napad i ipak postao neovisna država, pri tom pripajajući i oko 40 % teritorija koji je bio namijenjen Palestini. Gaza je pripala Egiptu a Zapadna obala Jordanu. U ratu je poginulo najmanje 11.000 ljudi.

## Uvod
Zemlja Izraela (Eretz Israel) postojbina je židovskog naroda. Ondje je formiran njezin nacionalni, kulturni i vjerski identitet. Na tom tlu postojale su povijesne židovske države poput Kraljevine Izraela, Kraljevine Judeje i Hašmonejske Kraljevine, kao i Židovske autonomije poput Provincije Jehud i rimske Provincije Judeje čije uništenje nakon neuspijela ustanka u 1. stoljeću predstavlja osnovu židovske dijaspore.Tijekom 1. stoljeća u Zemlji Izraela živjelo je oko 2,500 000 Židova, a Židovi su bili većinsko stanovništvo do arapskog osvajanja u 7. stoljeću.
Početkom 1800-ih, na području Palestine živjelo je manje od 25.000 Židova.   od oko 275 000 stalnog i nomadskog stanovništva.Velika Britanija je stavila taj teritorij pod svoj mandat, nakon što je on bio pod dugogodišnjom vlašću Otomanskog carstva. Prema popisu stanovništva iz 1922., Palestina je imala 752.048 stanovnika, od čega su muslimani činili 78,3 %, Židovi 11,1 %, kršćani 9,5 % a ostali oko 1 % stanovništva. Ipak, britanska vlada i Balfourova deklaracija 1917. obećale su Židovima domovinu u Palestini.
S vremenom, to je područje počelo biti naseljavano od Židova koji su bježali od progona iz Europe. Imigracija masovnih razmjera i pozivi na osnutak hebrejske države izazvali su nasilne prosvjede Arapa, većinom zbog straha da bi Cionizam mogao rezultirati izbacivanjem nežidovskog dijela stanovništva. Prema službenim podacima, 367.845 Židova i 33.304 nežidova je imigriralo legalno u Palestinu između 1920. i 1945.
Usljedili su Nemiri u Palestini 1920. i Nemiri u Jaffi, a 1929. 67 Židova je ubijeno u Hebronu dok su preživjeli evakuirani od Britanaca. Od 1936. do 1939. britanske snage su morale zaustaviti veliku pobunu Arapa, dok je oko 20.000 dobrovoljaca u Haganahu provodilo racije u arapskim selima. Rashid Khalidi komentira da su pobune i događaji koji su slijedili, ponajviše britanska represija, imali negativne utjecaje na palestinsko nacionalno vodstvo, društvenu koheziju i vojne sposobnosti koji su doprinijeli ishodu događajima 1948.
Britanci su 1939. uveli zakon kojim se ograničava židovska imigracija, što je pak pridonijelo pobuni Židova protiv Britanaca. Ipak, od 1936. britanska vlada pomogla je u treniranju, naoružavanju i financiranju u nizu sigurnosnih službi u suradnji sa židovskom agencijom. Kada je izbio Drugi svjetski rat, Anthony Eden, britanski ministar obrane, odlučio je unovačiti arapske i židovske jedinice u britansku vojsku, regiment Royal East Kent. Prema izraelskom ministarstvu vanjskih poslova, otprilike 26.000 palestinskih Židova prijavilo se u britansku vojsku kako bi se borili protiv sila osovine. Britanska obavještajna služba je također trenirala i malu jedinicu pod vodstvom Moshea Dayana u slučaju invazije Trećeg Reicha. No nakon završetka rata sve oružje dobrovoljaca je zaplijenjeno.
Prema popisu stanovništva iz 1931., Palestina je imala 1.033.314 stanovnika, od čega su muslimani imali 759.700 pripadnika (74 %), Židovi 174.606 (17 %), kršćani 88.907 (9 %) i ostali (1 %). Nakon 1945., procjenjuje se da je već živjelo 600.000 Židova na tom području.

## UN-ov plan podjele
29. studenog 1947. UN-ova skupština odobrila je plan rezolucije 181 kojim se predviđa rješenje arapsko-židovskog sukoba podjelom britanskog mandata Palestine na dvije države. Arapska strana bi između ostalog dobila enklavu Jaffa. Zbog važne religiozne važnosti, jeruzalemsko područje, u koje je bio uključen i Betlehem, je predviđeno da postane neutralna zona pod administracijom UN-a. Iako su obje strane kritizirale taj plan, Židovi su pozitivno gledali na rezoluciju.
Britanski mandat Palestine obuhvaćao je tada površinu od 26.320 km2. Godine 1947. britanska vlada objavljuje da namjerava odustati od mandata i prepustiti pitanje palestine Ujedinjenim narodima. Posebna komisija usvaja rezoluciju 181. od 29. studenog 1947. i predlaže sljedeći plan podjele:
- britanski mandat Palestina dijeli se na dvije države, arapsku i židovsku, povezane ekonomskom unijom te područje Jeruzalema pod međunarodnim nadzorom
- židovska država bi obuhvaćala 56% zemlje (uključujući pustinju Negev),[22] tj. oko 14.700 km2 površine, s 498.000 Židova i navodno samo 497.000 nežidova. Određeni demografski podaci pokazuju još gori odnos po Židove i UN pošto su Arapi po njima trebali činiti 51 % stanovništva Izraela.
- arapska država bi obuhvaćala 43% zemlje, tj. oko 11.300 km2 površine, s 807.000 nežidova i 10.000 Židova
- jeruzalemsko područje imalo bi 105.000 nežidova i 100.000 Židova i obuhvaćalo 1 % površine, tj. oko 300 km2.

Dok su Židovi, kojih je tada u cijeloj Palestini bilo 31 %, prihvatili plan, palestinski Arapi su ga potpuno odbacili, jer su smatrali da cijeli teritorij pripada njima. Da bi shvatili ispravnost njihovog pogleda ne smijemo zaboraviti da su Židovi činili većinu samo na području grada Jaffe dok su u svih drugih 15 teritorijalnih područja Arapi bili većina po popisu stanovništva iz 1945. godine.

## Prva faza rata (studeni 1947. – travanj 1948.)
Dan nakon prihvaćanja UN-ove rezolucije, sedam Židova je ubijeno od Arapa u Palestini u tri različita incidenta: tri Arapa su napala autobus koji je išao iz Netanye u Jeruzalem, te su ubili pet židovskih putnika. Pola sata kasnije napadnut je drugi autobus na kojem je poginuo jedan putnik. Kasnije tog dana, mladić je upucan u Jaffi. U Jeruzalemu arapsko više vijeće je proglasio trodenvni štrajk, najavilo masovne demonstracije te pozvalo Britaniju da Palestinu preda Arapima. Do 11. prosinca 1947. The Times je objavio da je u nemirima poginulo oko 130 ljudi, od kojih su 70 bili Židovi, 50 Arapi a trojica britanski vojnici. Istodobno, Irgun i Lehi su pojačali napade na britanske vojnike. Arapski vojnici su pak počeli organizirati Palestince u izvođenju gerilskih napada na Židove.
22. veljače 1948. Hajj Amin al-Hussein i njegovi ljudi organizirali su tri eksplozije auto bombe koje su detonirale u glavnoj Ben Yehuda ulici u Jeruzalemu i koje su ubile 52 Židova, te ranile još 123 ljudi. Prema opisima, trojica muškaraca preobučena u birtanske vojnike, ušla su u ulicu s jednim blindiranim autom i dvama kamiona. U kamionima su bili eksplozivi koje su zapalili i pobjegli. Abdel Khader El Husseini je navodno naredio bombaški napad kako bi istjerao Židove iz grada.
S vremenom se broj arapskih frakcija počeo koncentrirati protiv Židova. Najveća je skupina bila dobrovoljna Arapska vojska oslobođenja. S vremenom su arapski vojnici potpuno odsjekli cestu koja povezuje Tel Aviv i Jeruzalem.

## Druga faza rata (travanj 1948. – svibanj 1948.)
Arapi su stavili Jeruzalem pod opsadu, ali je Haganah nastavila borbu i privremeno otvorila cestu do grada. 9. travnja dogodio se masakr kod naselja Deir Yassin u kojem je poginulo 107 Arapa. Iako je Ben-Gurion odbacio da je znao išta o pokolju, događaji u Deir Yassinu su izazvali paniku među Arapima.
13. travnja Arapi su napali medicinski konvoj koji je putovao u Hadassah bolnicu i ubili 77 doktora, medicinskih sestara i ostali židovskih civila. Ipak, židovske jedinice su na kraju uspjele prekinuti blokadu Jeruzalema.
U pregovorima 10. svibnja između Yishuva i Jordanskog kralja Abdullaha, obje strane su htjele spriječiti stvaranje Palestinske države. Jordan je planirao pripojiti arapske dijelove teritorija te je Židovima ponudio samo autnomiju, što su oni odbili. Ipak, izuzev jedne iznimke, jordanske snage nisu napadale židovska područja u Palestini tijekom rata. 13. svibnja Arapska liga se složila poslati svoje trupe u Palestinu čim završi britanski mandat.

## Treća faza (svibanj 1948. – lipanj 1948.)
14. svibnja 1948. David Ben-Gurion je u Tel Avivu pred mnoštvom javno proglasio Izrael neovisnom državom, dan prije isteka britanskog mandata. Time je nakon 2000 godina ponovno obnovljena hebrejska država. Tijekom objave neovisnosti, Gurion je održao govor za javnost:
Sljedećih dana oko 1.000 libanonskih, 5.000 sirijskih i 10.000 egipatskih vojnika počelo je invaziju na novo osnovanu državu. Jordanski vojnici su napali područje oko Jeruzalema, uz pomoć Saudijske Arabije, Libije i Jemena. Arapska liga je također objavila da odbija rezoluciju 181.
Izrael, SAD i Sovjetski savez nazvali su arapsku invaziju agresijom, Glavni tajnik UN-a Trygve Lie je sukob nazvao „prvom oružanom agresijom koju je svijet vidio od završetka Drugog svjetskog rata“. Kina je pak bila na strani Arapa. 
| Novoosnovana izraelska vojska morala se oslanjati i na ženske borce zbog prvotnog nedostatka vojnika (lijevo) dok su arapske snage imale veliki broj dobrovoljca u ratu (desno). Omjer je porastao u korist izraelskih snaga do kraja rata. |  | Novoosnovana izraelska vojska morala se oslanjati i na ženske borce zbog prvotnog nedostatka vojnika (lijevo) dok su arapske snage imale veliki broj dobrovoljca u ratu (desno). Omjer je porastao u korist izraelskih snaga do kraja rata. |
| Novoosnovana izraelska vojska morala se oslanjati i na ženske borce zbog prvotnog nedostatka vojnika (lijevo) dok su arapske snage imale veliki broj dobrovoljca u ratu (desno). Omjer je porastao u korist izraelskih snaga do kraja rata. |  | |

Iako je Izrael bio brojčano inferioran arapskim vojnicima, mobilizacija Židova je brzo rasla zbog prosječno 10.300 novih imigranata svakog mjeseca. Izuzev jordanske i libanonske vojske, svaka arapska vojska imala je potporu borbenih zrakoplova koji su bili veliki problem izraelskim borcima koji tada još nisu imali vlastite borbene letjelice. Egipatski borbeni zrakoplovi su napadali iz el-Arisha, a sirijski su polijetali iz Damaska. Najrazorniji egipatski napad odigrao se 18. svibnja kada su borbeni zrakoplovi iznad Tel Aviva pogodili autobusni kolodvor te ubili 42 ljudi. Jedini gubitak u tom razdoblju arapske zračne snage su doživjele kada su u okolici Haife bombardirali britansku bazu 22. svibnja. Iako je britanski mandat završio, neki su britanski vojnici i dalje bili smješteni tamo. Kada su arapski avioni krenuli u ponovnu raciju, Kraljevske zračne snage su ih presrele i oborile dva borbena zrakoplova, dok je treći oborila protuzračna obrana.
Dne 26. svibnja 1948. IDF je službeno osnovan kako bi se Izrael branio od neprijatelja. Sva zračna snaga stavljena je pod kontrolu Sherut Avira, a slabi avioni su dobili pojačanje od 25 novih Avia S-199 koje je prodala Čehoslovačka. Prva racija je usljedila u noći 31. svibnja kada su izraelski avioni bombardirali Amman. U noći s 10. na 11. lipnja, izraelski borbeni zrakoplovi su uspjeli bombardirati i Damask. Do jeseni, IDF je uspostavila zračnu nadmoć, a zatim i u znanju i oružju.
Jedna od zadaća IDF-a je bila i zaustavljanje arapskih vojnika koji su planirali uništiti židovska naselja. Kada je Abdullah naredio Glubbu Pashiju, zapovjedniku jordanskih vojnika, zauzimanje Jeruzalema 17. svibnja, izbili su teški sukobi od kuće do kuće, gdje je arapska vojska uspjela izbaciti izraelske vojnike iz arapskih, pa i židovskih četvrti starog grada. Tisuće židovskih stanovnika starog grada - starosjedioca i imigranata - je protjerano od jordanske vojske.
S druge strane, irački vojnici su uglavnom držali defenzivne pozicije u Dženinu, Nablusu i Tulkarmu. Na sjeveru, kibuc Degania je uspio zaustaviti prodor sirijske vojske samo uz pomoć lakog naoružanja. Na jugu, egipatske snage su upale u Izrael i stigle do Ashdoda, gdje su zaustavljene.

## Prvo primirje
| Razrušena zgrada nakon rata (lijevo). Situacija je tijekom sukoba bila kaotična: u lipnju 1948., sama izraelska vlada je bombardirala brod Altalenu koji je prevozio oružje za Irgun, ekstremističku židovsku paravojnu formaciju, jer je na snazi bio zakon da samo IDF smije dobivati isporuku naoružanja (desno) |  | Razrušena zgrada nakon rata (lijevo). Situacija je tijekom sukoba bila kaotična: u lipnju 1948., sama izraelska vlada je bombardirala brod Altalenu koji je prevozio oružje za Irgun, ekstremističku židovsku paravojnu formaciju, jer je na snazi bio zakon da samo IDF smije dobivati isporuku naoružanja (desno) |
| Razrušena zgrada nakon rata (lijevo). Situacija je tijekom sukoba bila kaotična: u lipnju 1948., sama izraelska vlada je bombardirala brod Altalenu koji je prevozio oružje za Irgun, ekstremističku židovsku paravojnu formaciju, jer je na snazi bio zakon da samo IDF smije dobivati isporuku naoružanja (desno) |  | |

29. svibnja UN je proglasio primirje koje je stupilo na snagu 11. lipnja i koje je trajalo 28 dana. Proglašen je embargo na naoružanje kako nijedna strana ne bi ojačala. Britanski političari su smatrali da će "Židovi iskoristiti primirje kako bi se naoružali i ojačali jer su bili preslabi zbog nedostatka oružja, dok će Arapi vrijeme uzalud trošiti na razmirice i unutarnje sukobe." Izrael je doista uvozio oružje iz Čehoslovačke i prema nekim dužnosnicima to oružje je "spasilo hebrejsku državu od arapske invazije". Tijekom tog razdoblja primirja, izraelske snage porasle su s otprilike 30.000-35.000 vojnika na 65.000. Također je povećan i obujam izraelskog naoružanja za pedeset milijuna metaka.
Folke Bernadotte je predložio novi plan podjele kojim bi Židovi dobili Galileju, Arapi Negev, dok bi se Jeruzalem podijelio, no obje strane su odbile prijedlog. 8. srpnja, dan prije isteka primirja, napadaom egipatskih snaga u Negevu rat je ponovno nastavljen. Idući dan, izraelski borci su uzvratili i krenuli u defenzivu na tri fronte istodobno. Borbe su se nastavile deset dana, sve dok nije potpisano novo primirje.

## Četvrta faza rata (lipanj 1948. – srpanj 1948.)
Operacija Dani je bila najvažnija izraelska ofenziva, čiji je cilj bio osigurati koridor između Jeruzalema i Tel Aviva zauzimanjem naselja Lydda i Ramle kraj ceste. Operacija je bila uspješna, a nakon nje oko 80.000 palestinaca iz tih gradova je napustilo područje, u jednom od većih egzodusa rata.
U drugoj fazi operacije, planiralo se zauzeti Latrun s kojeg bi se dobio pregled na Jeruzalem, te grad Ramala. Iako su jordanski vojnici po prvi put upotrijebili bombardere za napad grada Jeruzalema, Izraelci su ipak pobijedili. Drugi plan, Operacija Dekel, planirala je zauzimanje donje Galileje, uključujući grad Nazaret. Treći plan bio je osiguranje strarog grada.

## Drugo primirje
18. srpnja na snagu je stupilo drugo primirje. 16. rujna Folke Bernadotte predložio je novi plan podjele Palestine prema kojem bi Jordan pripojio arapska područja, uključujući Negev, al-Ramla i Lydda. Hebrejska država bi dobila cijelu Galileju, dok bi Jeruzalem postao međunarodno područje a izbjeglice bi dobile neku vrst nadoknade. I taj plan su odbile obje strane. Bernadotte je ubijen sljedećeg dana od organizacije Lehi, te ga je zamijenio Ralph Buche.

## Peta faza (listopad 1948. – srpanj 1949.) i primirje
15. listopada Izrael je pokrenuo seriju vojnih operacija kako bi istjerao arapske vojnike i osigurao granice. IDF je pokrenuo Operaciju Hiram te je zauzeo cijelu gornju Galileju i istjerao libanonsku vojsku natrag u Libanon. Izraelske snage su čak ušle 8 kilometara duboko u Libanon i stigle do rijeke Litani. Također je pokrenuta i Operacija Yoav koja je na sjeveru Negeva trebala istjerati egipatske snage, odvojiti ih jordanskih i od prilaza liniji Beersheba-Hebron-Jeruzalem.  Navečer 15. listopada, izraelske snage su bombardirale Gazu, Majdal i Beith Hanun, dok je dio egipatskih zračnih snaga onesposobljen, čime su izraelske zračne snage dobile prevlast nad tim područjem. Dio izraelske vojske minirao je željezničku prugu koja je povezivala el-Arish i Rafah, čime je odsjekla dotok oružja, te napala egipatske baze. 21. listopada, IDF je ušao u Beershebu, čime je egipatska vojska odsječena na četiri izolirana dijela. Nakon nekolicine brzih i učinkovitih napada, egipatska vojska se raspala. Yigal Allon je vodio operaciju, koja je bila veliki uspjeh: egipatska vojska se povukla sa sjevera Negeva, grada Beersheba i Ashdoda. Međutim, zabilježeni su i ratni zločini: najveći se pokolj odigrao u selu Dawayma, u kojem je navodno ubijeno stotinjak arapskih civila. Selo je tada imalo otprilike šest tisuća ljudi, od kojih su četiri tisuće bili izbjeglice uzrokovane ratom. Inspektori UN-a se nekoliko dana kasnije pojavili u selu kako bi istražili pokolj, međutim našli su samo nekoliko srušenih kuća i jedan leš, ali su dokazi o smaknućima nedostajali. Ipak, uzeli su izjavu jednog domorodca.
22. listopada izraelska mornarica je potopila egipatski ratni brod Amir Faruk. Izraelski vojnici su upali i u Gazu i Sinaj, ali su bili prisiljeni napustiti područja zbog međunarodnog pritiska. 5. ožujka pokrenuta je Operacija Uvda kojom su izraelski vojnici krenuli sa sjevera Negeva prema jugu, kako bi uspostavili vlast nove države. Nisu naišli na veći otpor pa su regiju stavili pod Izrael bez gubitaka. Stigli su utvrde Umm Rashrash kraj obale Crvenog mora i podignuli zastavu. Kasnije je na tom području osnovan grad Eilat.
UN-ova rezolucija 194 je u prosincu 1948. uspostavila mir između zaraćenih strana te predvidjela povratak izbjeglica ili kompenzaciju za one koje se ne žele vratiti. Ipak, većina izbjeglica se nikada nije vratila, što je uzrokovao palestinski izbjeglički problem.

## Ishod
Izrael je na kraju dobio 78 % teritorija britanskog mandata Palestine (20.770 km2), što je oko 40 % više od prvotnog plana UN-a. Linija razgraničenja sa susjednim arapskim državama je postala tzv. „Zelena linija“. Gaza i Zapadna obala su pripojene od Egipta i Jordana.
Izrael je tada imao oko 806.000 stanovnika od kojih su Židovi činili 80 %, a Arapi 20 %, dok su u Zapadnoj obali i Gazi, područja koja su tada imala oko 570.000 stanovnika, Arapi činili gotovo 100 % stanovništva. Izrael je u ratu izgubio oko 1 % stanovništva: 6.373 ljudi, od kojih je bilo 4.000 vojnika. Pretpostavlja se da je broj žrtava s arapske strane negdje između 5.000 i 15.000.
UN je procijenio broj palestinskih izbjeglica iz Izraela na oko 360.000, ali je i naglasio da je izuzetno teško odrediti točnu brojku; neki izvori govore da je broj izbjeglica dosegnuo brojku i do 700.000. S druge strane, oko 758.00 do 900.000 Židova je protjerano s arapskih zemalja, od kojih je većina našla utočište u Izraelu. Primjerice, 1948. je u Alžiru bilo oko 140.000 Židova, u Egiptu oko 75.000, u Iraku oko 135.000, Libiji oko 38.000, Maroku oko 250.000 a Tunisu oko 105.000 da bi do 2001. taj broj spao na gotovu nulu (iznimka je jedino Maroko u kojem je ostalo 5.230 Židova).
Palestinske izbjeglice u većini arapskih zemalja nisu dobile puno državljanstvo te su postali ovisni o humanitarnoj pomoći. Svake godine 15. svibnja Palestinci organiziraju prosvjede diljem svijeta kako bi skrenuli pozornost na svoj problem.

### Enciklopedije
- Britannica. 2012. Arab-Israeli wars. Encyclopædia Britannica. Chicago, Illinois. ISBN 9781593393106
- Britannica. 2012. Israel. Encyclopædia Britannica. Chicago, Illinois. ISBN 9781593393106

### Publikacije
- A Survey of Palestine: Prepared in December, 1945 and January, 1946 for the Information of the Anglo-American Committee of Inquiry. 1. Govt. printer. Palestine. 1946

## Poveznice
- Bliskoistočni sukob
- Palestinska samouprava

## Vanjske poveznice
|  | Zajednički poslužitelj ima još gradiva o temi 1948 Arab-Israeli War |

- Hrvatski vojnik – stvaranje Izraela  Arhivirana inačica izvorne stranice od 6. rujna 2007. (Wayback Machine)
- Sporni elementi sporazuma između Izraela i Palestine  Arhivirana inačica izvorne stranice od 22. lipnja 2007. (Wayback Machine)
- Izraelske ratne mjere  Arhivirana inačica izvorne stranice od 18. kolovoza 2007. (Wayback Machine)
- kronologija izraelsko-arapskog sukoba 1917. do 1993.
- Palestinski pogled na rat (Engleski jezik)
- Izraelski pogled na izbjeglice (Engleski jezik)
- BBC - UN-ov plan podjele Palestine (Engleski jezik)